# Subwoolfer
Subwoolfer es un dúo musical británico-noruego formado por Keith y Jim. Durante su primer año de existencia, se desconocía quiénes estaban detrás de los personajes Keith y Jim, ya que ambos actuaban con máscaras de lobo. Sin embargo, el 4 de febrero de 2023, sus identidades reales fueron desveladas como Ben Adams y Gaute Ormåsen. El dúo representó a Noruega en el Festival de la Canción de Eurovisión 2022.

## Historia

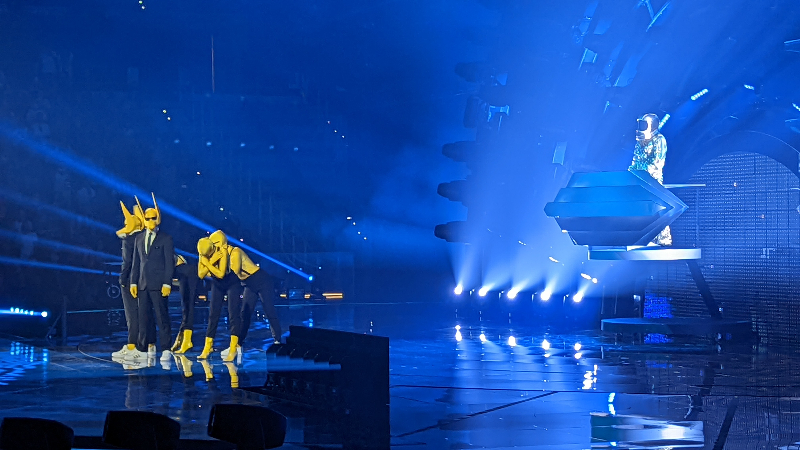
Subwoolfer actuando en la semifinal de Eurovisión 2022.

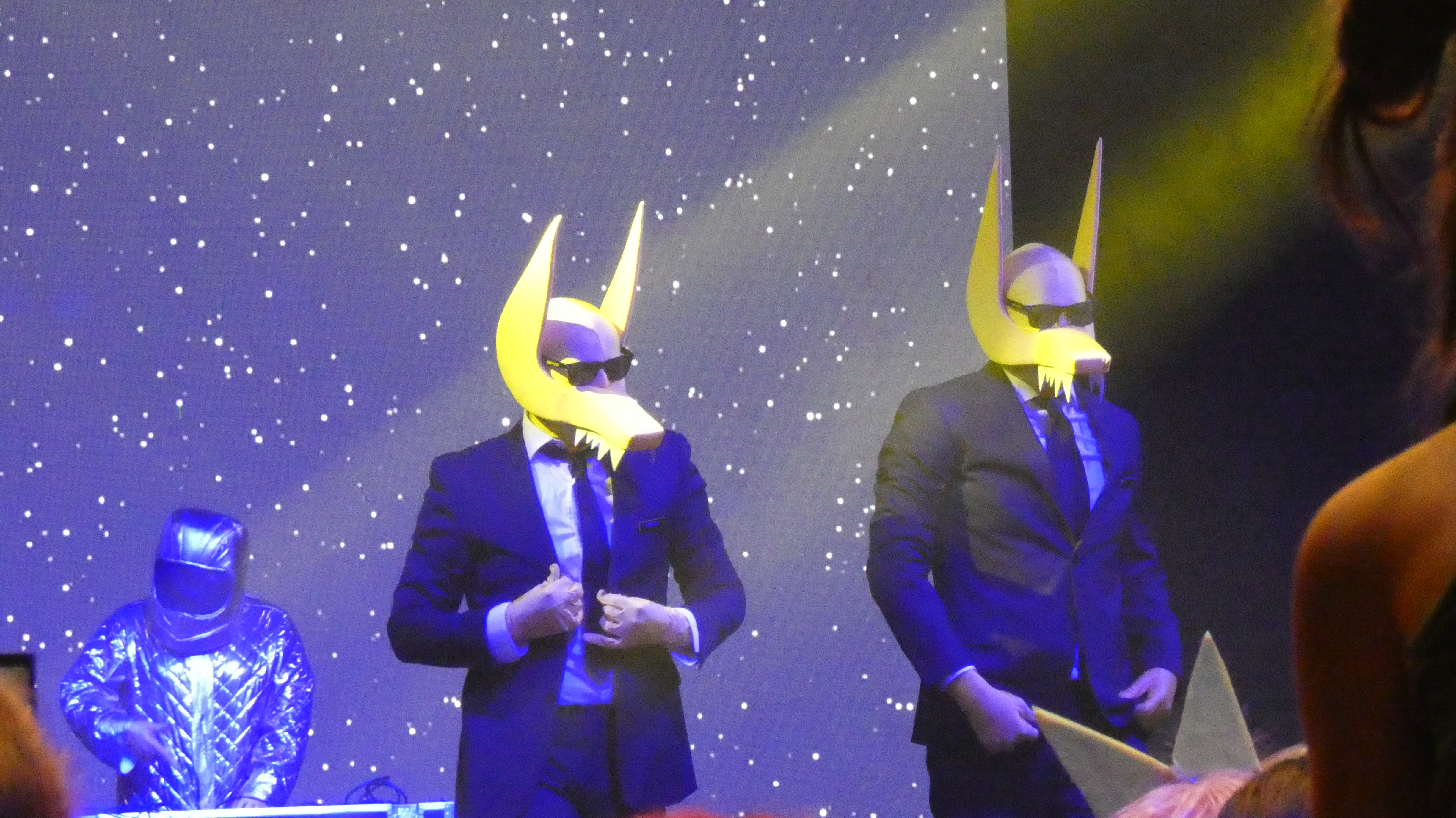
Subwoolfer durante la Japan Weekend Madrid 2022.

El dúo hizo su debut público el 10 de enero de 2022 durante el anuncio de los participantes del Melodi Grand Prix 2022, la ronda preliminar noruega para el Festival de la Canción de Eurovisión. Estos participarían directamente en la final con la canción Give That Wolf a Banana.
Parte de su presentación fue una biografía inventada, fingiendo que eran dos hermanos que se conocieron hacía 4.500 millones de años y ya habían conquistado todos los planetas con su música. Con todo ello, la identidad del dúo provocó especulaciones en los blogs de seguidores de Eurovisión y en los medios noruegos, entre otros. Así, algunas suposiciones fueron que tras los disfraces se encontraban Gaute Ormåsen y Ben Adams o el dúo cómico Ylvis.
Los Subwoolfer hicieron su primera aparición no competitiva junto a su compañero anónimo DJ Astronaut en la cuarta semifinal de MGP 2022. Además, en febrero de 2022, el dúo lanzó una versión balada de Give That Wolf a Banana llamada Give That Wolf a Romantic Banana.
El 19 de febrero de 2022, Subwoolfer ganó la final del Melodi Grand Prix 2022. El grupo obtuvo así el derecho de representar a Noruega en el Festival de la Canción de Eurovisión 2022 en Turín con la canción Give That Wolf a Banana, quedando en el puesto 10°.
El 4 de febrero de 2023, durante su actuación como invitados en la final del Melodi Grand Prix, revelaron sus identidades reales, estando Ben Adams y Gaute Ormåsen detrás de los personajes de Keith y Jim, respectivamente.

## Discografía

### Sencillos
- 2022: Give That Wolf a Banana
- 2022: Give That Wolf a Romantic Banana
- 2022: Melocotón
- 2022: Space Kelly
- 2022: Turin
- 2022: Dragma
- 2022: Howling ft. Luna Ferrari
- 2022: Having Grandma Here For Christmas
- 2023: Worst Kept Secret
- 2023: I Think I Killed Rudolph